# 郑裕国
郑裕国（1961年11月5日—），男，汉族，浙江象山人，中国生物化工专家，中国工程院院士。

## 生平
1983年本科毕业于浙江工学院。1986年获浙江工学院硕士学位。2005年获浙江工业大学博士学位。
2017年当选为中国工程院院士。